# RuvABC
RuvABC je kompleks tri proteina koji posreduju migraciju Holidejovog spoja formiranog tokom homologone rekombinacije kod bakterija. Iz tog razloga RuvABC proteini su kritični za bakterijsku popravku DNK.
RuvA i RuvB se vezuju za četiri lanca DNK strukture formirane u Holidejovom spoju, i migriraju lance jedan kroz drugi. Smatra se da vezivanje RuvC proteina za RuvAB kompleks dovodi do presecanja DNK lanaca, čime se okončava postojanje Holidejovog spoja.
Struktura kompleksa je ispitana primenom kristalografskih i EM metoda. Kompleks se sastoji od jednog ili dva RuvA tetramera, kroz koje prolazi DNK. Struktura sadrži takozvane kisele igle u centru tetramera, koje omogućavaju razdvajanje DNK dupleksa.
RuvB formiraju heksamerne prstenove na izlaznim tačkama novoformiranih DNK dupleksa, i smatra se da oni pomeraju DNK kroz RuvA tetramer.
RuvC je rezolvaza, koja preseca Holidejov spoj. Ona se vezuje za otvorenu, DNK izloženu stranu RuvA tetramera, ili zamenjuje jedan od dva tetramera. Vezivanje je posredovano nestrukturiranom petljom na RuvC proteinu, koja poprima uređenu strukturu po vezivanju za RuvA. RuvC se može vezati za kompleks u više orijentacija, tako da raskida Holidejov spoj na bilo horizontalan ili vertikalan način.

## Literatura
- West SC (2003). „Molecular views of recombination proteins and their control”. Nat. Rev. Mol. Cell Biol. 4 (6): 435—45. PMID 12778123. doi:10.1038/nrm1127.

- Kowalczykowski SC (2000). „Initiation of genetic recombination and recombination-dependent replication”. Trends Biochem. Sci. 25 (4): 156—65. PMID 10754547. doi:10.1016/S0968-0004(00)01569-3.

## Spoljašnje veze
- Holliday+Junction+Resolvases на 